# Rävetofta OK
Rävetofta OK är en orienteringsklubb som fått sitt namn från den lilla byn Rävatofta i Svalövs kommun. Klubben grundades 1952, och har cirka 200 medlemmar. Rävetofta Orienteringsklubb har genom åren varit ansvarig för flera stora tävlingar, och utsågs 2007 till årets förening i Svalövs kommun. 2015 anordnade klubben SM-tävlingar i ultralång distans tillsammans med OK Silva. Just nu ingår klubben i ett tävlingsprojekt tillsammans med Ringsjö OK och OK Silva, kallat Skåneslättens OL. De som så önskar ingår i Skåneslättens OL vid tävlingssammanhang, samtidigt som de stannar som medlemmar i sin moderklubb.

## Meriter
Klubben erövrade en guldmedalj, en silvermedalj och en bronsmedalj vid European Masters Games 2008. Detta kan sägas motsvara Europamästerskap för veteranklasserna, (35 år och uppåt).